# Беклемішев Григорій Миколайович
Григо́рій Микола́йович Беклемі́шев (23 січня (4 лютого) 1881, Москва, Російська імперія — 5 лютого 1935, Київ, УРСР, СРСР) — український радянський піаніст, композитор, педагог, представник відомого російського роду татарського походження. Заслужений професор УРСР (1926).

## Життєпис
Закінчив Московську консерваторію по класу фортепіано В. Сафонова (1900). Навчався у Ф. Бузоні в Берліні.
Від 1913 — професор Київської консерваторії, 1923—1934 — Музично-драматичного інституту імені Лисенка.

## Творчість
Популяризував українську фортепіанну музику. Перший у Москві виконавець «Картинок із виставки» Модеста Мусоргського. Виступав В складі тріо (Давид Бертьє, Стефан Вільконський) виконував твори Василя Барвінського, Бориса Лятошинського, Василя Золотарьова та ін.
Автор п'єс, етюдів, прелюдій, фортепіанних транскрипцій, а також навчальних програм, методичних розробок, посібників.
Серед учнів Євген Слівак, Матвій Гозенпуд, Абрам Луфер, Григорій Курковський.

## Наукові праці
- Психофізичні основи сучасної фортепіанної техніки // Радянська музика. — 1939. — № 4.